# Calythea pratincola
Calythea pratincola är en tvåvingeart som först beskrevs av Johann Wilhelm Meigen 1809.  Calythea pratincola ingår i släktet Calythea och familjen blomsterflugor. Arten är reproducerande i Sverige. Inga underarter finns listade i Catalogue of Life.